# Pozostawieni (serial telewizyjny)
Pozostawieni (angielski: The Leftovers) – amerykański  serial obyczajowy z elementami fantasy (wyprodukowany  przez Warner Bros. Television. Pomysłodawcami serialu są Damon Lindelof i Tom Perrotta. Serial jest adaptacją powieści o tym samym tytule autorstwa Toma Perrotty.

## Fabuła
Akcja serialu dzieje się trzy lata po tym, jak w niewyjaśnionych okolicznościach zniknęło 2% ludzkości. Pozostali ludzie nadal odczuwają skutki zniknięcia części populacji. Muszą  nauczyć się żyć w nowej rzeczywistości.

## Obsada
Główna obsada
- Justin Theroux jako Kevin Garvey Jr.
- Amy Brenneman jako Laurie Garvey
- Carrie Coon jako Nora Durst
- Christopher Eccleston jako Matt Jamison
- Ann Dowd jako Patti Levin
- Liv Tyler jako Meg
- Margaret Qualley jako Jill Garvey
- Chris Zylka jako Tom Garvey
- Michael Gaston jako Dean (sezon 1)
- Charlie Carver jako Scott Frost (sezon 1)
- Max Carver jako Adam Frost (sezon 1)
- Emily Meade jako Amy (sezon 1)
- Amanda Warren jako Lucy Warburton (sezon 1)
- Annie Q. jako Christine (sezon 1, sezon 3 - gościnnie)
- Janel Moloney jako Mary Jamison (sezon 1 - drugoplanowo)
- Regina King jako Erika Murphy (sezony 2-3)[1]
- Kevin Carroll jako John Murphy (sezony 2-3)[2]
- Jovan Adepo jako Michael Murphy (sezony 2-3)[2]
- Scott Glenn jako Kevin Garvey Sr. (sezony 1-2 - drugoplanowo)

W pozostałych rolach
- Paterson Joseph jako Holy Wayne
- Sebastian Arcelus jako Doug Durst (sezon 1)
- Wayne Duvall jako detektyw Louis Vitello (sezon 1)
- Darius McCary jako Issac Rayeney (sezon 2)[2]
- Steven Williams jako Virgel (sezon 2)[3]
- Turk Pipkin jako mężczyzna na wieży (sezony 2-3)
- Jasmin Savoy Brown jako Evangeline "Evie" Murphy (sezony 2-3)
- Lindsay Duncan jako Grace Playford (sezon 3)[4]
- Marceline Hugot jako Gladys
- Katja Herbers jako dr Eden (sezon 3)

## Produkcja
26 kwietnia 2014 roku, stacja HBO zmieniła datę premiery z 15 czerwca na 29 czerwca 2014 roku. W Polsce serial miał premierę 30 czerwca 2014 roku na kanale HBO Polska. 14 sierpnia 2014 roku, stacja HBO zamówiła 2 sezon. 21 października 2015 jeden z twórców ogłosił, że trwają rozmowy nad trzema kolejnymi sezonami. Ostatecznie stacja HBO zamówiła 3 sezon, który był finałowym.

## Czołówka i muzyka tytułowa
W pierwszym sezonie utwór o ogólnej nazwie "The Leftovers Theme" skomponowany przez Maxa Richtera akompaniuje  obrazom stylizowanym na ruchome freski w stylu podobnych do tych, jakie można zobaczyć w Kaplicy Sykstyńskiej.
Drugi sezon wykorzystuje utwór Iris DeMent o tytule "Let the Mystery Be". Czołówka została całkowicie zmieniona i przedstawia zdjęcia ludzi, którzy odeszli oraz ich bliskich, którzy pozostali na Ziemi. W miejscu sylwetek ludzi zaginionych zostały przedstawione zjawiska pogodowe i atmosferyczne takie jak zorza polarna, chmury, deszcz, pioruny, ciała niebieskie, elementy atmosfery czy wszechświata.
W sezonie trzecim czołówka nie została zmieniona między innymi ze względów finansowych, a każdy odcinek ma inną piosenkę tytułową:
- 1. brak 
- 2. "Nothing's Gonna Stop Me Now" - David Pomeranz
- 3. "Personal Jesus" - Richard Cheese
- 4. "This Love is Over" - Ray LaMontagne and the Pariah Dogs
- 5. "Ashrei" - Benzion Miller
- 6. "1-800 Suicide" - Gravediggaz
- 7. "The Leftovers Theme" - Max Richter
- 8. "Let the Mystery Be" - Iris DeMent

## Lista odcinków
| Sezon | Sezon | Odcinki | Premierowa emisja (HBO) | Premierowa emisja (HBO) | Premierowa emisja (HBO Polska) | Premierowa emisja (HBO Polska) | Premierowa emisja (HBO Polska) |
| Sezon | Sezon | Odcinki | Premiera sezonu         | Finał sezonu            | Premiera sezonu                | Finał sezonu                   |                                |
| ----- | ----- | ------- | ----------------------- | ----------------------- | ------------------------------ | ------------------------------ | ------------------------------ |
|       | 1     | 10      | 29 czerwca 2014         | 7 września 2014         | 30 czerwca 2014                | 8 września 2014                |                                |
|       | 2     | 10      | 4 października 2015     | 6 grudnia 2015          | 5 października 2015            | 7 grudnia 2015                 |                                |
|       | 3     | 8       | 16 kwietnia 2017        | 4 czerwca 2017          | 17 kwietnia 2017               | 5 czerwca 2017                 |                                |